# Bazilije Pandžić
Fra Bazilije Pandžić (Drinovci, Bosna i Hercegovina, 30. siječnja 1918. − Franjevački samostan u Humcu, 16. travnja 2019.), hrvatski je povjesničar, arhivist i orijentalist. U franjevački red stupio je godine 1935. u Humcu, a za svećenika je bio zaređen 1941. Od 1947. do 1985. bio je generalni arhivist i analist franjevačkoga reda u Rimu. Godine 1958. bio je izabran za dopredsjednika Međunarodnog udruženja crkvenih arhivista.

## Životopis
Bazilije Pandžić rođen je 30. siječnja 1918. u Drinovcima, u ljubuškome kotaru, tada još u Austro-Ugarskoj. Pučku je školu završio u rodnom mjestu 1929., klasičnu gimnaziju (1938.) na Širokom Brijegu, a novicijat na Humcu. Filozofsko-teološki studij započinje u Mostaru koji kao svećenik (zaređen je 1941.) od 1942. nastavlja u Rimu i okončava licencijatom 1943. Na povijesnom odjelu papinskoga sveučilišta Antonianum doktorira (dr. theol.) 1945. tezom o prošlosti Trebinjsko-mrkanske biskupije. Godine 1947. diplomirao je na Vatikanskoj školi za arhivistiku, paleografiju i diplomatiku pri Vatikanskom tajnom arhivu, čime stječe titulu paleographus et archivarius. Usporedno je na Rimskomu državnom sveučilištu (La Sapienzi) studirao lettere, a na Odjelu za islamske znanosti (arapski, perzijski i turski), gdje je 9. siječnja 1951. promoviran u doktora (dr. phil.)
Želja mu je bila u arhivima iz razdoblja Osmanskoga Carstva, koji se nalaze u Carigradu, istraživati dotada nepoznate izvore za povijest Bosne, Hercegovine, Dalmacije i Dubrovnika. Međutim, 1947. povjerena mu je služba generalnoga arhivara Franjevačkoga reda (OFM) u Rimu koju obavlja do 1985. Kao arhivar sudjeluje na međunarodnim kongresima arhivista (u Parizu, Moskvi, Firenci, itd.), surađuje u njihovim časopisima, a biran je i u upravu strukovne udruge. Svoje iskustvo arhivara zaokružio je knjigom Archivistica ecclesiastica godine 1967., koju je izdao Vatikanski tajni arhiv. Čitav znanstveni rad Stjepana Bazilija Pandžića temelji se na istraživanju u raznim vatikanskim arhivima. Objavio je dvadeset i jednu znanstvenu i dvije knjige sjećanja, veliki broj znanstvenih i stručnih rasprava, te stotine novinskih članaka. Pisao je uglavnom na latinskom, hrvatskom i talijanskom, a ponekad i na engleskom, francuskom, njemačkom i španjolskom jeziku. Knjige i rasprave je također objavljivao u raznim zemljama (Vatikan, Italija, Hrvatska, BiH, Španjolska, Argentina, SAD, Njemačka, Francuska, Švicarska, Austrija i Poljska).
Za opću povijest Reda svakako su najznačajnija dva monumentalna sveska (folijata) Annales Minorum, tj. continuatio istoga niza koji je započeo irski franjevac Lucas Wadding u 17. st. Za povijest misija u nizu Historia missionum Ordinis Fratrum Minorum priložio je 4. svezak: Regiones Proximi Orientis et Paeninsulae Balcanicae god. 1974.
Kao vanjski stručnjak Kongregacije za proglašenje svetaca surađivao je s nekoliko papa. Objavio je tri tzv. pozicije (positio), tj. povijesno-kritička izdanja o životu i djelovanju pojedinih osoba. Prvu takvu positio objavio je o Nikoli Taveliću godine 1961., na temelju koje je bl. Nikolu papa Pavao VI. proglasio svetim godine 1970. Druga positio godine 1970. donosi kritički prikazane izvore o životu Beatrice de Silva, španjolskoga podrijetla, a treća je godine 1983. o njemačkom franjevcu Liberatu Weissu i drugovima.
Jedan je od utemeljitelja i urednika naklade ZIRAL godine 1970., koja je u izbjeglištvu, prije konačne selidbe u Mostar, objavila 70 knjiga, a bio je i suosnivač Hrvatskoga povijesnoga instituta u Rimu. U izbjeglištvu je, pored znanstvenih rasprava, povremeno objavljivao i novinske priloge u Hrvatskom katoličkom glasniku i Hrvatskom kalendaru iz Chicaga, a po povratku u domovinu surađuje u raznim znanstvenim zbornicima i časopisima (Nova et vetera, Bosna franciscana, Hercegovina franciscana, Kršni zavičaj, Naša ognjišta, Vrutak, itd.). Od 1995. Stjepan Bazilije Pandžić živi u Zagrebu, gdje je nastavio svoj istraživački i znanstveni rad. Od tada je objavio nekoliko knjiga i rasprava, između ostalih i tri sveska Acta Franciscana Hercegovinae godine 2003. i 2009., te Hercegovački franjevci. Sedam stoljeća s narodom godine 2001. Objavljena su i Sabrana djela Bazilija Stjepana Pandžića u kojima je presnimljeno na oko 10 000 stranica svi njegovi znanstveni radovi, tj. uz brojne studije i 22 monografije. Nakon objavljivanja sabranih djela 2011. godine Stjepan Bazilije Pandžić objavio je još dvije knjige: drugo, prošireno izdanje sintetskoga djela Hercegovački franjevci, te knjigu fundamentalno-teoloških razmišljanja Ususret Bogu (Zagreb, 2011.).

## Djela
Bazilije Pandžić objavio je 24 znanstvene knjige i veći broj znanstvenih rasprava na različitim jezicima. 

Napomena: Odlomak sadrži popis njegovih monografija, dočim se popis literature i svih mu objavljenih djela do 2010. se nalazi (u PDF formatu) u djelu:

### Djela na hrvatskom
- Dominik Mandić, Rasprave i prilozi iz starije hrvatske povijesti. Bazilije Pandžić (Priredio, zajedno s fra Dionizijem Lasićem). Rim 1963.
- Životopis fra Dominika Mandića. Izdanje ZIRAL knjiga 64, Sabrana djela Dominika Mandića, vol. 12. Bazilije Pandžić. Chicago 1994.
- Hercegovački franjevci. Sedam stoljeća s narodom. Bazilije Pandžić. Mostar-Zagreb: ZIRAL 2001.
- Svjetlo na krovu Afrike. Mučenici fra Liberat Weiss i njegova subraća (3. ožujka 1716). Izdanje Teovizija, Zagreb, 2003.
- Acta Franciscana Hercegovinae, svezak II (1700–1849). Bazilije Pandžić. Mostar-Zagreb 2003.
- Acta Franciscana Hercegovinae, svezak III (1850–1892). Bazilije Pandžić. Mostar-Zagreb 2003.
- Maksimirska razmišljanja. Bazilije Pandžić. Zagreb, 2004.
- Kraljevi i gradovi. Crtice iz hrvatske povijesti. Bazilije Pandžić. Zagreb: Tusculanae editiones.
- Acta Franciscana Hercegovinae, 1206-1699. sv. I. Sabrao i za tisak pripremio Dominik Mandić, novo izdanje priredio i nadopunio Bazilije S. Pandžić. ZIRAL, Mostar/Zagreb, 2009.
- Priredio (zajedno s fra Dionizijem Lasićem): Dominik Mandić, Rasprave i prilozi iz starije hrvatske povijesti. Bazilije Pandžić. Rim 1963, drugo izdanje Zagreb, 2009.
- Tragovi jednog života. Bazilije Pandžić. Zagreb, 2009.
- Hercegovački franjevci. Sedam stoljeća s narodom. Bazilije Pandžić. Mostar-Zagreb: ZIRAL; drugo, prošireno izdanje 2011.

### Djela na latinskom
- Annales Minorum, vol. XXXI (1661–1670). Bazilije Pandžić. Rim, 1956.
- De dioecesi tribuniensi et mercanensi, u Studia Antoniana, vol. 12. Bazilije Pandžić. Rim, 1959.
- Sacra Rituum Congregatio, Sectio historica, n. 12: Sebenicen. Declarationis martyrii B. Nicolai Tavelić sacerdotis professi Ordinis Fratrum Minorum in odium fidei, ut fertur, in civitate Ierusalem interfecti (+1391), Positio super martyrio ex officio concinnata. Bazilije Pandžić. Typis Polyglotis Vaticanis 1961.
- Annales Minorum, vol. XXXII (1671–1680). Bazilije Pandžić. Rim 1964.
- Sacra Congregatio pro causis Sanctorum, Officium Historicum n. 6: Toletana Canonizationis Beatricis de Silva Fundatricis Monialium Franciscalium a Santissima Conceptione († c. 1492), Positio super vita et virtutibus ex officio concinnata. Bazilije Pandžić. Rim 1970.
- Historia missionum Ordinis Fratrum Minorum, vol. IV. Regiones proximi Orientis et paeninsulae Balcanicae. Bazilije Pandžić. Rim, 1974.
- Sacra Congregatio pro causis sanctorum, Officium historicum, n. 108: Viennen. Beatificationis seu declarationis martyrii servi Dei et 2 sociorum O. F. M. in odium fidei, uti fertur, anno 1716 in Aethiopia occisorum Positio super martyrio ex officio concinnata. Bazilije Pandžić. Rim, 1983.

### Djela na talijanskom
- Archivistica ecclesiastica, Pontificia commissione per gli archivi ecclesiastici, vol. III. S. Duca e Bazilije Pandžić. Città del Vaticano 1967.

### Djela na njemačkom
- Sehnsucht nach Äthiopien. Bazilije Pandžić (O.F.M.) und P. Ludwig Raber (O.F.M.). Mödling 1988.
- Juraj Dragišić und Johannes Reuchlin, u Georgius Benignus (Juraj Dragišić), Defensio praestantissimi viri Joannis Reuchlin. Nachdruck und Kommentar. E. v. Erdmann-Pandžić und Bazilije Pandžić. Bamberg 1989.
- Bosna Argentina. Studien zur Geschichte des Franziskanerordens in Bosnien und der Herzegowina. Bazilije Pandžić. Köln, Waimar, Wien: Böhlau Verlag.

### Djela na engleskom
- A review of Croatian History. Bazilije Pandžić. Chicago, 1954.

## Vanjske poveznice
- Pandžić, Bazilije Stjepan Hrvatska enciklopedija
- Fra Bazilije proslavio 97. rođendan!, fra3.net
- Hercegovac 40 godina čuva tajne Vatikana, vecernji.ba
- Kako sam čuvao Vatikanske tajne, jutarnji.hr